# André Charles Membrède
André Charles Membrède, né à Maastricht le 4 novembre 1758, mort à Aix-la-Chapelle le 25 octobre 1831, était député au Conseil des Cinq-Cents, au Corps législatif de 1807 à 1814 et homme politique néerlandais.

## Biographie
« Fils de très savant monsieur Jean-Pierre Membrède, échevin de Maastricht, et de dame Anne-Elisabeth Limpens », il était avocat dans sa ville natale, et y avait plaidé avec succès, quand éclata la révolution de Belgique. Il s'en déclara partisan, devint bourgmestre de Maastricht de 1788 à 1790 et, après la conquête du pays par les armées françaises, fut élu administrateur du département de la Meuse-Inférieure.
Élu par ce même département, le 23 germinal an VI, député au Conseil des Cinq-Cents, il fut plusieurs fois secrétaire de l'Assemblée, parla sur la réduction des cantons et sur les impositions, et protesta contre la mise en état de siège de Venlo et de Maastricht.
D'abord hostile au 18 brumaire, il ne fut point appelé à faire partie du nouveau Corps législatif, mais il se rallia vite au fait accompli, fut nommé président du tribunal criminel de Maastricht (16 messidor an VIII) et, le lendemain, 17 messidor, juge au tribunal d'appel du département.
Membre de la Légion d'honneur (25 vendémiaire au XII), il fut choisi par le Sénat conservateur, comme député de la Meuse-Inférieure au Corps législatif, le 7 mars 1807, et confirmé dans ce mandat le 6 janvier 1813.
L'Empereur le créa chevalier de l'Empire le 28 mai 1809, et l'éleva aux fonctions de président de chambre à Liège, à la réorganisation des tribunaux le 24 avril 1811.
Lorsque l'invasion de 1814 détacha les provinces belges de la France, Membrède retourna dans son pays, et offrit ses services au nouveau roi des Pays-Bas, Guillaume d'Orange, qui les accepta. Il est alors maire de Maastricht du 16 mai 1815 au 18 août 1818.
Appelé à la Seconde Chambre des États généraux, il s'y fit remarquer par son dévouement au ministère hollandais, dont il défendit plusieurs fois avec talent les mesures oppressives contre les Belges, ce qui lui valut du roi le titre de président de la seconde chambre aux États-Généraux des Pays-Bas.

## Mandats
- 12/04/1798 - 26/12/1799 : Départements de l'Empire français aujourd'hui aux Pays-Bas - Modérés
- 07/03/1807 - 04/06/1814 : Départements de l'Empire français aujourd'hui aux Pays-Bas

## Travaux législatifs
- Opinion de Membrède, etc. sur le nouveau projet de résolution présenté par Roemers sur la police et la responsabilité des communes. Le 22 messidor an VII. Paris : impr. de Baudouin, an VII. In-8°, 8 p.
- Rapport fait par Membrède, etc. au nom d'une commission spéciale sur le projet présenté au conseil des Cinq-cents de joindre, par un canal de communication, l'Escaut au Demer, à la Meuse et au Rhin. Paris : impr. de Baudouin, an VIII. In-8°, 14 p.
- Corps législatif. Conseil des Cinq-Cents. Opinion de Membrède, etc. sur le projet de résolution relatif à la réduction des cantons. Séance du 4 frimaire [an VII]. Paris : Impr. nationale, an VII. In-8°, 10 p.
- Corps législatif. Conseil des Cinq-Cents. Rapport fait par Membrède, etc. au nom d'une commission spéciale chargée d'examiner les opérations de l'assemblée électorale du département de l'Hérault. Séance du 21 floréal an VII. Paris : Impr. nationale, an VII. In-8° , 6 p.
- Corps législatif. Conseil des Cinq-Cents. Rapport fait par Membrède, etc. au nom d'une commission spéciale sur les opérations de l'assemblée électorale du département du Var. Séance du 25 floréal an VII. Paris : Impr. nationale, an VII. In-8°, 16 p.
- Corps législatif. Conseil des Cinq-Cents. Rapport fait par Membrède, etc. sur la pétition de la veuve du général Duvigneau, tendant à obtenir un délai de dix ans pour achever les digues qu'elle est chargée de faire à l'entour d'un terrain vague, couvert par les eaux de la mer près de Gravelines. Séance du [29] germinal an VII. Paris : Impr. nationale, an VII. In-8°, 6 p.
- Corps législatif. Conseil des Cinq-Cents. Opinion de Membrède, etc. contre le projet de résolution présenté au nom d'une commission spéciale sur les opérations des assemblées électorales, mère et scissionnaire du département de l'Escaut. Séance du 24 floréal an VII. Paris : Impr. nationale, an VII. In-8° , 6 p.
- Corps législatif. Conseil des Cinq-Cents. Motion d'ordre faite par Membrède, etc. sur le pouvoir attribué aux commandans de la force armée de mettre des communes, cantons ou départemens en état de siège ou de grève. Séance du 2 vendémiaire an VIII. Paris : Impr. nationale, an VIII. In-8° , 7 p.

## Sources
- Dictionnaire des parlementaires français par Adolphe Robert, Edgar Bourloton et Gaston Cougny, tome 4, Lav-Pla, Bourloton éditeur, Paris, 1891.
- Fiche à l’Assemblée nationale